# Pokrzewki
Pokrzewki, pokrzewkowate, gajówki (Sylviidae) – rodzina ptaków z rzędu wróblowych (Passeriformes). W obecnie stosowanym ujęciu systematycznym liczy ponad trzydzieści gatunków występujących w Europie, Azji i Afryce.

## Charakterystyka
Są to małe ptaki owadożerne, o skromnym, nierzucającym się w oczy upierzeniu. W większości przypadków obie płcie wyglądają identycznie. Często najpewniejszą cechą charakterystyczną umożliwiającą zidentyfikowanie danego gatunku pokrzewkowatych jest ich śpiew.

## Systematyka
Systematyka pokrzewkowatych podlegała wielu zmianom, zaliczano tutaj około trzystu osiemdziesięciu gatunków grupowanych w około 50 rodzajach. Jeszcze w wydanym w 2006 roku 11. tomie Handbook of the Birds of the World wyróżniono nieco ponad 270 gatunków zgrupowanych w 42 rodzajach, wydzielono już bowiem obszerną rodzinę chwastówkowatych (Cisticolidae). W następnych latach systematycy wydzielali z pokrzewkowatych kolejne rodziny, m.in. trzciniaki (Acrocephalidae), chwastówkowate (Cisticolidae), aksamitniki (Hyliotidae), krótkosterki (Macrosphenidae), wierzbówkowate (Cettiidae), świstunki (Phylloscopidae) czy świerszczaki (Locustellidae). Prawdopodobnie dalsze badania będą skutkować kolejnymi zmianami w systematyce.

### Podział systematyczny
Do rodziny pokrzewek zaliczane są obecnie (2024) następujące rodzaje:
- Sylvia Scopoli, 1769
- Curruca Bechstein, 1802